# Ernst & Young Plaza
Le Ernst & Young Plaza est un gratte-ciel de 163 mètres de haut situé à Los Angeles, en Californie . Il a été achevé en 1985, compte 41 étages et est le 18ème plus haut bâtiment de Los Angeles. La tour appartient actuellement à Brookfield Properties Inc et a été conçue par Skidmore, Owings & Merrill LLP. Même s'il est en Californie, ce bâtiment a été placé dans la ligne d'horizon de New York dans le film The Day After Tomorrow .
Une fois achevé en 1985, ce bâtiment était devenu le siège du géant financier Citicorp puis plus tard le siège social de Citigroup, en Californie.

## Locataires
- Auparavant, Trizec Properties avait ses bureaux à Los Angeles dans la suite 1850 [1]

## Voir également
- Liste des bâtiments les plus hauts de Los Angeles